# Gare de Merpins
La gare de Merpins est une halte ferroviaire fermée de la ligne de Beillant à Angoulême. Elle est située sur le territoire de la commune de Merpins, à quelques centaines de mètres du centre-bourg et au nord de la zone industrielle, dans le département de la Charente, région Nouvelle-Aquitaine en France.
Un arrêt est mis en service en 1899 par Administration des chemins de fer de l'État. Devenue une halte, elle est fermée à tout trafic vers la fin du 20e siècle.

## Situation ferroviaire
Établie à 16 mètres d'altitude, la halte de Merpins est située au point kilométrique (PK) 13,976 de la ligne à voie unique de Beillant à Angoulême, entre les gares du Pérat (fermée) et de Cognac, c'est la gare ouverte la plus proche de Merpins.
La halte est établie au passage à niveau no 14 qui permet à la route D 149 de franchir la ligne au nord de la zone industrielle où existait un court embranchement particulier.

## Histoire
Lors de l'ouverture de la ligne, en 1867, le village de Merpins, qui compte environ 500 habitants et est situé à près de 1,5 km de la voie, ne possède ni gare, halte ou arrêt.
L'arrêt de Merpins est mis en service, près du passage à niveau numéro 14, le 16 avril 1899, par l'Administration des chemins de fer de l'État, uniquement pour les trains : de Cognac à Saintes de 6h39, 7h46 et 20h12 et pour de Saintes à Cognac de 8h52, 15h30 et 18h47. Cet arrêt est ouvert à d'autres trains, en août 1899 pour un « service des voyageurs sans bagages ni chiens ».
En 1916, un décret prévoit la création d'un abri pour l'arrêt de Merpins.
En 1922, l'Administration des chemins de fer de l'État propose d'ouvrir l'arrêt aux voyageurs avec bagages, c'est l'agent préposé à l'arrêt ou le conducteur qui s'occupe du paiement de ce service
Avant sa fermeture, la halte de Merpins était équipée d'un simple quai de voyageurs, bas, et d'éclairage. Le quai était toujours présent en 2019 de même que les lampadaires, même si ceux-ci ne sont plus fonctionnels.

## Service des voyageurs
La gare n'est plus desservie par les TER. En revanche, un arrêt de bus, desservi par la ligne E du réseau de Cognac est implanté à proximité immédiate de l'ancienne halte. Cet arrêt se nomme "Cité des Sports" et est desservi par 8 A/R journaliers en semaine (5 A/R les samedis) et permet notamment de rejoindre la gare SNCF de Cognac.

## Patrimoine ferroviaire
Le site a conservé des vestiges de la halte, le quai et son éclairage, ainsi que la maison du garde-barrière du passage à niveau no 14 qui est devenue une habitation privée (voir photos ci-dessous).

Le site de la halte en 2019
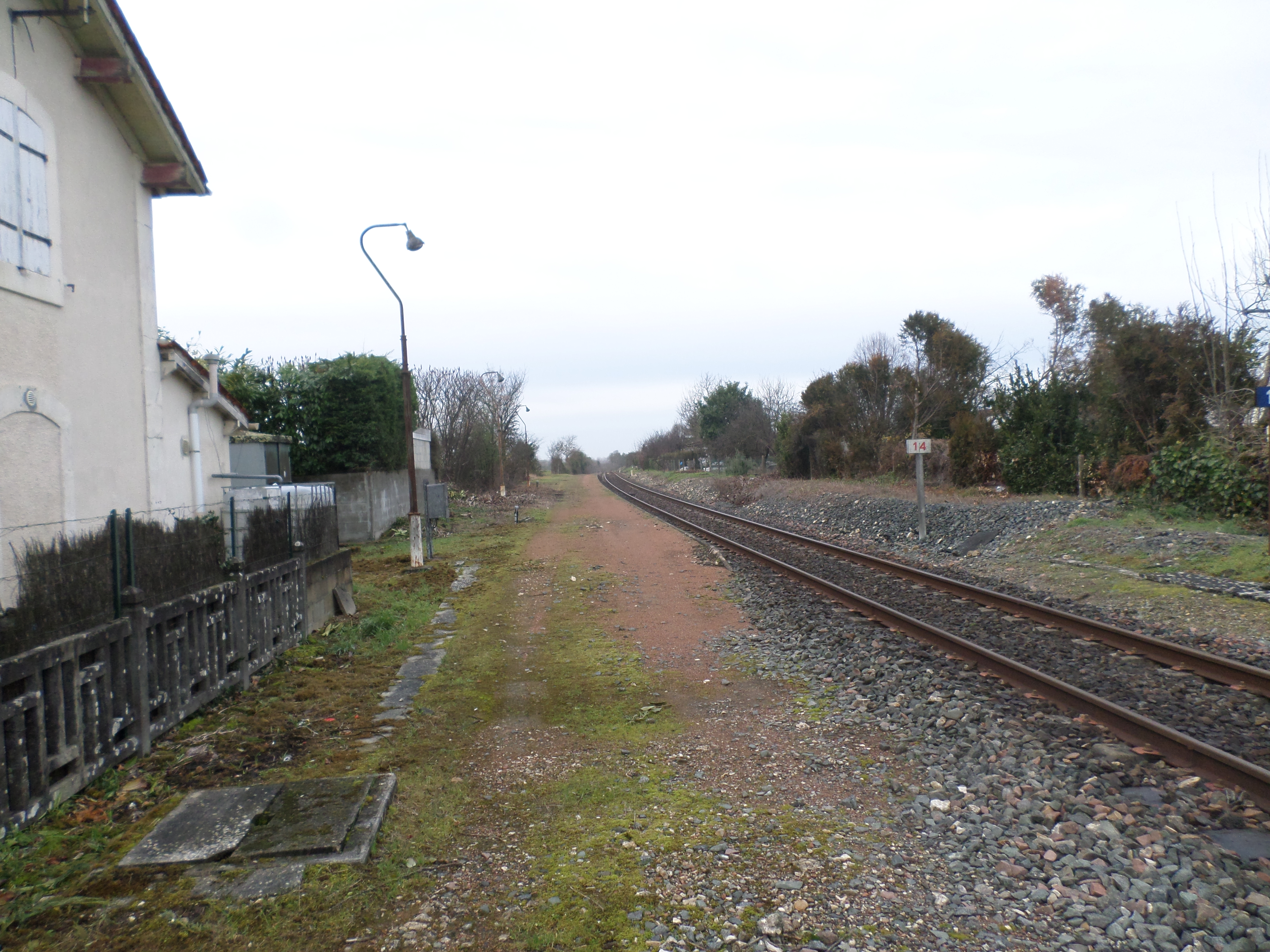
Ancienne maison de garde-barrière et quai.
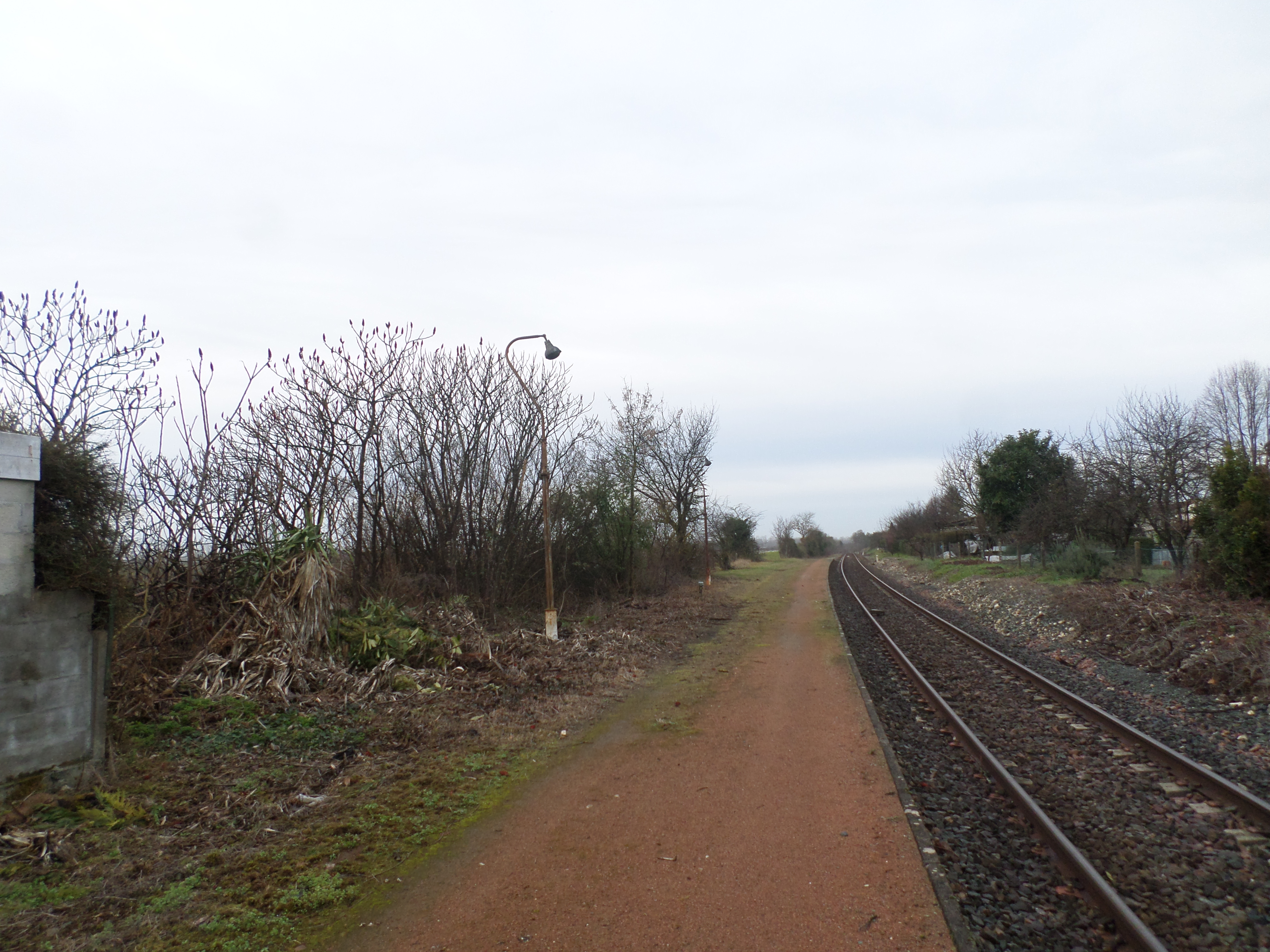
Le quai